# Procediment sumaríssim
Un judici o procediment sumaríssim és un procés judicial en el que les diferents parts ordinàries del procediment s'acumulen en un sol acte i, generalment, en un sol moment, de tal manera que s'instrueix, s'aporten i valoren les proves, es jutja, es condemna i s'executa la sentència en brevíssim termini (unes hores). Aquest procediment extraordinari és el que se sol desenvolupar com a aparença de judici durant els Consells de Guerra en situacions de conflicte armat prop del front i baix imminent amenaça de l'enemic. S'ha utilitzat com a recurs per a l'execució d'opositors a règims totalitaris o en cops d'estat. Entre les seves característiques, a més de les esmentades, destaca l'absència de cap garantia per al detingut i jutjat, que ho pot ser igualment en rebel·lia.